# Новая Степановка (Пензенская область)
Новая Степановка — село в Лунинском районе Пензенской области. Входит в состав Степановского сельсовета.

## География
Село расположено в северной части области на расстоянии примерно в 21 километре по прямой к западу-северо-западу от районного центра Лунино.
Часовой пояс
Село Новая Степановка как и вся Пензенская область, находится в часовой зоне МСК (московское время). Смещение применяемого времени относительно UTC составляет +3:00.

## Население
| 1782 | 1864 | 1897 | 1910 | 1926 | 1959 | 1979 |
| ---- | ---- | ---- | ---- | ---- | ---- | ---- |
| 142  | ↗344 | ↗512 | ↗672 | ↗858 | ↘857 | ↘396 |
| 1989 | 1996 | 2002 | 2010 |      |      |      |
| ↘217 | ↘141 | ↘107 | ↘68  |      |      |      |

Национальный состав
Согласно результатам переписи 2002 года, в национальной структуре населения русские составляли 99 % из 107 чел..